# Кам'яниста пустеля Старта

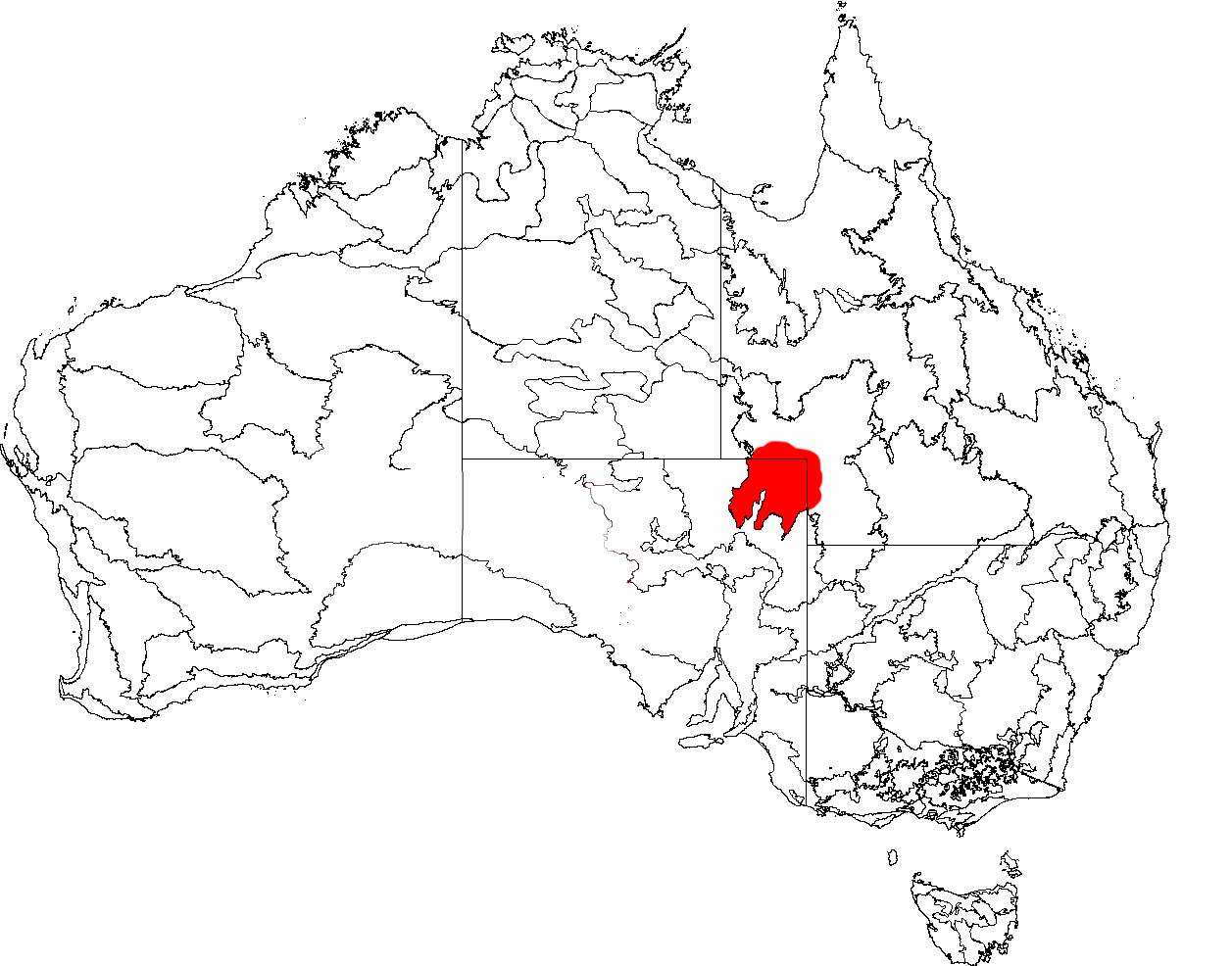
Розташування Кам'янистої пустелі Старта на карті Австралії

Кам'яниста пустеля Старта (англ. Sturt Stony Desert) — пустеля, розташована в  північно-східній частині Південної Австралії. 
Займає територію площею 52 000 км². Річна кількість опадів 130 мм.
Названа на честь австралійського дослідника Чарльза Старта англ. Charles Sturt, який відкрив її в 1844 році, намагаючись знайти внутрішнє море, яке, як він вважав, знаходиться в центрі Австралії.

Пустеля є частиною екорегіону Tirari-Sturt stony desert ecoregion.